# Liste der Bodendenkmäler in Großeibstadt
Auf dieser Seite sind die Bodendenkmäler in der unterfränkischen Gemeinde Großeibstadt zusammengestellt. Diese Tabelle ist eine Teilliste der Liste der Bodendenkmäler in Bayern. Grundlage ist die Bayerische Denkmalliste, die auf Basis des Bayerischen Denkmalschutzgesetzes vom 1. Oktober 1973 erstmals erstellt wurde und seither durch das Bayerische Landesamt für Denkmalpflege geführt wird. Die folgenden Angaben ersetzen nicht die rechtsverbindliche Auskunft der Denkmalschutzbehörde.

## Bodendenkmäler in Großeibstadt
| Lage       | Objekt                                                                                            | Akten-Nr.     | Bild |
| ---------- | ------------------------------------------------------------------------------------------------- | ------------- | ---- |
| (Standort) | Siedlung des Jungneolithikums, der Urnenfelderzeit, der Hallstattzeit                             | D-6-5628-0020 |      |
| (Standort) | Bestattungsplatz mit Grabhügeln vorgeschichtlicher Zeitstellung.                                  | D-6-5628-0021 |      |
| (Standort) | Bestattungsplatz der Schnurkeramik.                                                               | D-6-5628-0024 |      |
| (Standort) | Bestattungsplatz mit verebneten Grabhügeln vorgeschichtlicher Zeitstellung                        | D-6-5628-0025 |      |
| (Standort) | Bestattungsplatz mit verebneten Grabhügeln vorgeschichtlicher Zeitstellung                        | D-6-5628-0026 |      |
| (Standort) | Bestattungsplatz der Bernburger Kultur.                                                           | D-6-5628-0027 |      |
| (Standort) | Bestattungsplatz der Bernburger Kultur.                                                           | D-6-5628-0028 |      |
| (Standort) | Siedlung der Urnenfelderzeit und der Hallstattzeit sowie Bestattungsplatz vorgeschichtlicher Zeit | D-6-5628-0029 |      |
| (Standort) | Siedlung der Urnenfelderzeit.                                                                     | D-6-5628-0030 |      |
| (Standort) | Bestattungsplatz mit verebneten Grabhügeln vorgeschichtlicher Zeitstellung                        | D-6-5628-0078 |      |
| (Standort) | Bestattungsplatz mit verebneten Grabhügeln vorgeschichtlicher Zeitstellung.                       | D-6-5628-0093 |      |
| (Standort) | Bestattungsplatz mit verebnetem Grabhügel vorgeschichtlicher Zeitstellung.                        | D-6-5628-0108 |      |
| (Standort) | Siedlung der Hallstattzeit.                                                                       | D-6-5628-0111 |      |
| (Standort) | Archäologische Befunde im Bereich der frühneuzeitlichen Kath. Pfarrkirche Johannes der Täufer     | D-6-5628-0130 |      |
| (Standort) | Archäologische Befunde im Bereich der frühneuzeitlichen Kreuzkapelle bei Großeibstadt             | D-6-5628-0171 |      |
| (Standort) | Siedlung der Linearbandkeramik und des Mittelneolithikums.                                        | D-6-5728-0022 |      |
| (Standort) | Archäologische Befunde des Mittelalters und der frühen Neuzeit im Bereich der Kath. Kirche        | D-6-5728-0110 |      |
| (Standort) | Archäologische Befunde der frühen Neuzeit im Bereich der Schlossruine in Kleineibstadt            | D-6-5728-0111 |      |
| (Standort) | Archäologische Befunde im Bereich der ehem. Synagoge von Kleineibstadt mit Mikwe.                 | D-6-5728-0115 |      |
| (Standort) | Bestattungsplatz mit Grabhügeln vorgeschichtlicher Zeitstellung.                                  | D-6-5728-0131 |      |